# 吉田山田のドレミファイル♪
『吉田山田のドレミファイル♪』（よしだやまだのどれみふぁいる）は2017年4月1日から2020年9月26日まで毎週土曜22:00～22:30にテレビ神奈川(tvk)で放送されていた音楽番組。

## 概要
- 前番組『吉田山田のオンガク開放区』（2015年4月4日～2017年3月25日）に引き続き、吉田山田がMC。また、ライオンのメイン提供であり、毎週視聴者のメールから数名にライオン製品をプレゼントしている。
- 2020年9月26日をもって3年半の歴史に幕を閉じ、後番組に『水溜りボンドの○○いくってよ』が同年10月3日に開始。

## コーナー
- 名刺好感スピリット
- LIONちゃんのプレミアシート
  - 2020年に新型コロナウイルス感染の影響により打ち切り。上述の視聴者プレゼントに切り替え。

## 出演者
- 吉田山田
- 麻生夏子